# Эскравос
Эскравос (англ. Escravos) — один из рукавов Нигера, в западной части дельты Нигера в штате Дельта на юге Нигерии. Длина реки 56 км. Пересекает мангровые болота и цепь песчаных баров и кос вдоль берега моря. Впадает в залив Бенин, часть Гвинейского залива, между устьями рек Форкадос и Бенин, к западу от города Варри.
Название реки происходит от порт. escravos — рабы. На берегах реки Эскравос португальцы покупали за медные браслеты и ткани рабов. В течение нескольких десятилетий, пока не стало выгоднее везти рабов в американские колонии, португальцы привозили на Золотой Берег и перепродавали там невольников местным, прибрежным жителям, тем, кто мог заплатить золотом. Так, в 1480 году около реки Эскравос португальцы купили у местных торговцев 400 рабов, которых потом обменяли на золото.
Используется для судоходства. Река Эскравос связана лабиринтом взаимосвязанных водных путей с реками Форкадос, Варри, Бенин и Итиоп (Ethiope). Максимальная глубина рукава не превышает 4—5 м в высокую воду, что серьезно отражается на работе портов Буруту и Варри, а также Сапеле и Коко. Суда, направляющиеся в Форкадос, Сапеле, Варри и Буруту, при проходе через бар реки Эскравос должны иметь осадку не более 4,3 м в обычную полную сизигийную воду. Значительная часть грузов, идущая вниз по Нигеру и Бенуэ, не может быть перегружена непосредственно на океанские суда, и их вынуждены отправлять вдоль побережья в Лагос.
Подход к портам Сапеле, Варри и Буруту осуществлялся по эстуарию Форкадос, где в 1899 году глубины были достаточными для пропуска судов с осадкой 6,1 м. К 1934 году глубины на этом фарватере уменьшились до 3,6 м. К 1960 году река уже вытеснила Форкадос в качестве основного подхода к портам Дельты: Варри, Буруту, Сапеле, Коко и Форкадос. В 1952 году было решено создать глубоководный (6,7 м при отливе) фарватер по эстуарию Эскравос. Лабораторией в Дельфте (Нидерланды) проведены исследования для оптимального трассирования канала и ограждающих молов. Исследования на местности показали, что бар Эскравос формируется под влиянием прибрежных течений. В устье реки в 1960 году построены направляющие молы, преграждающие путь наносам в основное русло и одновременно создающие высоконапорное течение в канале. Главная дамба выведена в море на 9000 м и защищала канал от морских наносов, а вспомогательная дамба длиной 915 м обеспечивала регулярное его очищение от речных наносов отливным течением. При их сооружении использовался плавучий кран грузоподъёмностью 15-25 т с погружаемым понтоном, построенный в Нидерландах. После завершения в 1964 году проекта Escravos Bar Project река Эскравос стала единственным маршрутом для океанских судов в эти порты. Постоянно проводились работы по углублению дна фарватера.
Последний раз дно фарватера углублялось в 1997 году. Защитные молы разрушены. По состоянию на начало 2021 года фарватер обмелел, что привело к сокращению числа судов, заходящих в порт Варри.
В 18 км от устья в море в отложениях миоцена находится важнейшее нефтяное месторождение с крупными начальными запасами Эскравос-Бич, входящее в нефтегазоносный бассейн Гвинейского залива. Открыто в 1969 году. Добыча нефти составляет 3540 баррелей в сутки (2016). Плотность в градусах API — 35,8. Компания Chevron (в прошлом — Gulf Oil, «Гафл ойл») отправляет добытую нефть через перевалочную нефтебазу в устье реки Эскравос, ёмкость её резервуарного парка в начале 1970-х годов составляла 200 тыс. м³. Нефть вывозится океанскими танкерами. Пропускная способность порта Эскравос невелика.
В 1989 году построен газопровод Эскравос — Лагос (Escravos-Lagos Pipeline System, ELPS) для снабжения крупнейшей работающей на природном газе ТЭС Эгбин в штате Лагос (1320 МВт). Газопровод принадлежит Nigerian Gas Company (NNPC), подразделению Нигерийской национальной нефтяной корпорации (NNPC).
Chevron Nigeria Limited (CNL), дочерняя компания Chevron построила завод Escravos gas-to-liquids (EGTL) в устье рукава. Большая часть завода была привезена в виде готовых модулей. Введён в эксплуатацию в 2014 году. Escravos GTL производит из природного газа до 33 000 (5200) баррелей (м³) в сутки нафты (преимущественно экологически чистого дизельного топлива премиум-класса — с низким содержанием серы), а также небольшое количество сжиженного нефтяного газа (LPG) на экспорт.